# Gheorghe Vasilichi
Gheorghe Vasilichi (7 settembre 1902 – 1974) è stato un politico comunista rumeno.
Membro del partito dal 1927, è stato membro del Comitato Centrale del PMR, Partidul Muncitoresc Român (Partito dei Lavoratori Rumeni) e ministro durante il regime comunista.
| Controllo di autorità | VIAF (EN) 297423652 · ISNI (EN) 0000 0004 2333 2198 |